# Österreichischer Frauen-Fußballcup 2019/20
Der Österreichische Frauen-Fußballcup wurde in der Saison 2018/19 vom Österreichischen Fußballbund zum nach der zweiten Cuprunde abgebrochen. Als ÖFB Frauen Cup begann der Bewerb am 4., 14. und am 15. August 2019 mit der ersten Runde. Zum zweiten Mal übernahm der Sponsor Sport.Land.NÖ den Bewerb, daher „Sport.Land.NÖ ÖFB Frauen Cup“ und sollte am 20. Mai 2020 enden, doch er wurde im April 2020 aufgrund der COVID-19-Pandemie nach der 2. Cuprunde abgebrochen.

## Teilnehmende Mannschaften
Für den österreichischen Frauen-Fußballcup haben sich anhand der Teilnahme der Ligen der Saison 2019/20 folgende 32 Mannschaften, die nach der Saisonplatzierung der ÖFB Frauen-Bundesliga 2018/19 und der 2. Liga Mitte/West 2018/19 und der 2. Liga Ost/Süd 2018/19 geordnet sind, qualifiziert. Weiters konnten noch der Landescupsieger, der Landesmeister oder auch Vertreter der Saison 2018/19 teilnehmen.
| ÖFB Frauen-Bundesliga (10) | 2. Liga (11) |
| --- | --- |
| - SKN St. Pölten Frauen (NÖ) (C) - SK Sturm Graz (ST) - SG Austria Wien/USC Landhaus (W) - SKV Altenmarkt (NÖ) - SV Neulengbach (NÖ) - FC Wacker Innsbruck (T) - FFC Vorderland (V) (LC) - FC Bergheim (S) - FC Südburgenland (B) - SV Horn (NÖ) (RG) | - Union Kleinmünchen (OÖ) (A) - RW Rankweil (V) (RV) - Sportunion Geretsberg (OÖ) - First Vienna FC Frauen (W) - FC Altera Porta (W) - Wildcats Krottendorf (ST) - Union LUV Graz (ST) - Carinthians Spittal (K) - ASK Eggendorf (NÖ) - Wiener Sport-Club Frauen (W) (LC) (N) - SC Neusiedl am See (B) (LC) (N) |
| Landescupsieger, Meister oder Meistervertreter aus der Landesliga (11) | |
| - SV Wernberg (K) (LC) - FSG Stetteldorf/Großweikersdorf (NÖ) (L2) - SVg Breitenau/Schwarzau (NÖ) (L6) - DFC Heidenreichstein (NÖ) (L7) - SV Krenglbach (OÖ) (L2) - FC Pinzgau Saalfelden (S) (L2) | - DFC Ottendorf (ST) (LC) - SPG FC Stubai/Matrei (T) (LM) - FC Schwoich (T) (LC) - FC Dornbirn Damen (V) (LC) - MFFV 23 SU Schönbrunn (W) (L3) |
| Erläuterungen Länderkürzel: (B): Burgenland, (K): Kärnten, (NÖ): Niederösterreich, (OÖ): Oberösterreich, (S): Salzburg, (ST): Steiermark, (T): Tirol, (V): Vorarlberg, (W): Wien; Vereins-Landes-Bewerbserfolg: (LC): Landescupsieger, (LCF): Landescupfinalist, (LM): Landesmeister, (Lx): x. Platz der Landesliga, (LN): Landesliga-Aufsteiger, (..-x): x Landesliga siehe Länderkürzel | |

| (C)  | amtierender Cupsieger 2018/19               |
| (A)  | Absteiger der Saison 2018/19                |
| (N)  | Neuaufsteiger der Saison 2018/19            |
| (RG) | Gewinner der Relegation der Saison 2018/19  |
| (RV) | Verlierer der Relegation der Saison 2018/19 |

## Turnierverlauf

### 1. Cuprunde
Am Dienstag, 9. Juli wurden die Begegnungen der ersten Runde des ÖFB Frauen Cup 2019/20 im Rahmen der Sitzung der Cupkommissionen ermittelt. Spieltermine für die 1. Runde sind der 4., 10., 11., 14. und 15. August 2019.

### 2. Cuprunde
Die Spiele wurden am 9, 16. und 17. November 2019 ausgespielt.
| Datum                 |                          | Ergebnis                           |                              |
| --------------------- | ------------------------ | ---------------------------------- | ---------------------------- |
| 09.11.19 um 15:00 Uhr | Wildcats Krottendorf     | 1:1 n. V. (1:1, 1:1) (11:12 i. E.) | SKV Altenmarkt               |
| 16.11.19 um 14:00 Uhr | FC Altera Porta          | 1:6 (1:4)                          | SV Neulengbach               |
| 16.11.19 um 14:00 Uhr | ASK Eggendorf            | 5:6 (0:4)                          | SV Horn                      |
| 16.11.19 um 14:00 Uhr | SV Krenglbach            | 3:2 (2:1)                          | FC Wacker Innsbruck          |
| 17.11.19 um 13:00 Uhr | Sportunion Geretsberg    | 0:2 (0:0)                          | FFC Vorderland               |
| 17.11.19 um 13:00 Uhr | RW Rankweil              | 5:8 n. V. (5:5, 4:0)               | FC Bergheim                  |
| 17.11.19 um 14:30 Uhr | SKN St. Pölten Frauen    | 5:2 n. V. 2:2 (1:2)                | SG Austria Wien/USC Landhaus |
| 17.11.19 um 15:00 Uhr | Carinthians Spittal/Drau | 0:3 (0:0)                          | SK Sturm Graz                |

### Viertelfinale
Die Spiele sollten am 14. und 15. März 2020 stattfinden, die am 26. November 2019 wie folgt ausgelost wurden.
| Datum   |                       | Ergebnis |                |
| ------- | --------------------- | -------- | -------------- |
| Anpfiff | FC Bergheim           | :        | SKV Altenmarkt |
| Anpfiff | FFC Vorderland        | :        | SV Neulengbach |
| Anpfiff | SV Horn               | :        | SK Sturm Graz  |
| Anpfiff | SKN St. Pölten Frauen | :        | SV Krenglbach  |

### Halbfinale
Das Halbfinalspiele sollten am 2. und 3. Mai 2020 ausgespielt werden.

### Finale
Das Finale sollte am 20. Mai 2020 ausgetragen werden.

## Torschützenliste
Die Torschützenliste sah nach dem Abbruch wie folgt aus:
| Pl. | Nat.       | Spieler            | Verein                | Tore |
| --- | ---------- | ------------------ | --------------------- | ---- |
| 01. | Ungarn     | Bernadett Zagor    | SKN St. Pölten Frauen | 4    |
|     | Osterreich | Nina Burger        | SV Neulengbach        | 4    |
|     | Osterreich | Sophia Schirmbrand | FC Bergheim           | 4    |
| 04. | Slowenien  | Mateja Zver        | SKN St. Pölten Frauen | 3    |
|     | Japan      | Saya Kawasaki      | FC Wacker Innsbruck   | 3    |